# Leptoglossus occidentalis
Leptoglossus occidentalis är en halvvingeart som beskrevs av Heidemann 1910. Leptoglossus occidentalis ingår i släktet Leptoglossus och familjen bredkantskinnbaggar. Inga underarter finns listade i Catalogue of Life.
Arten är i huvudsak utbredd i Nordamerika men har introducerats till Europa via barrträdstimmer. Den introducerades till Europa ungefär 1999 då den hittades i Italien för första gången. Den har sedan snabbt brett ut sig och är nu bofast i Sverige. Baggen lever på kottar och har i Nordamerika gjort skador i fröplantager, något som dock ännu ej rapporterats från Europa.

## Bildgalleri

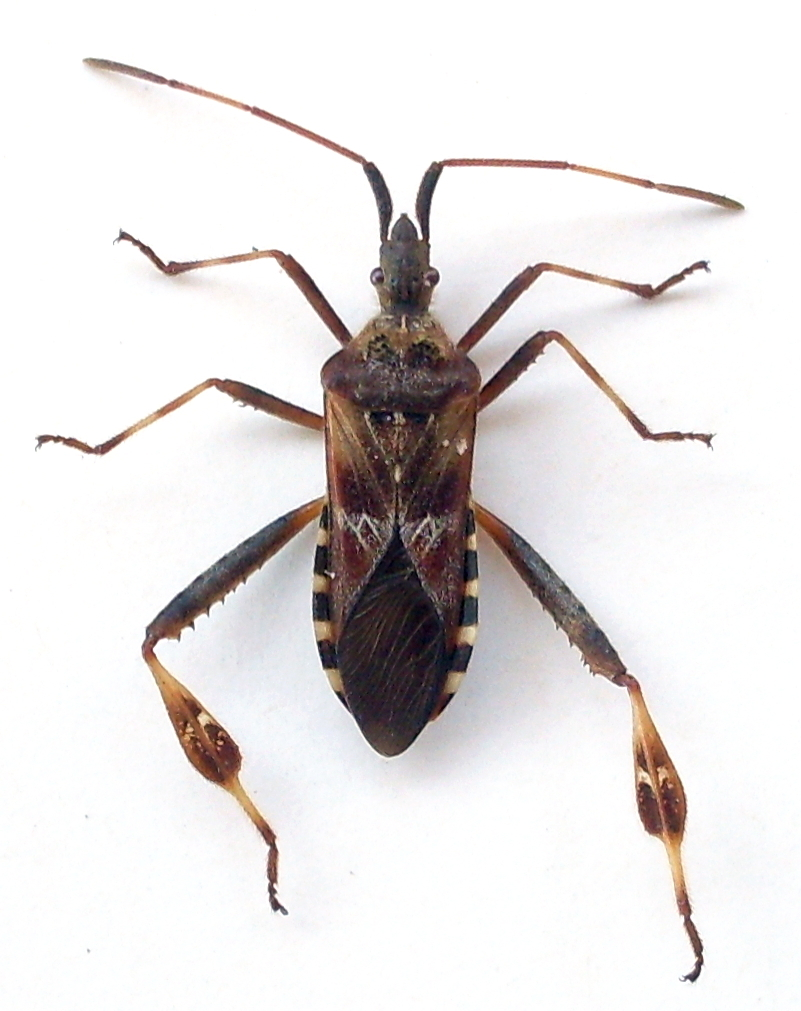
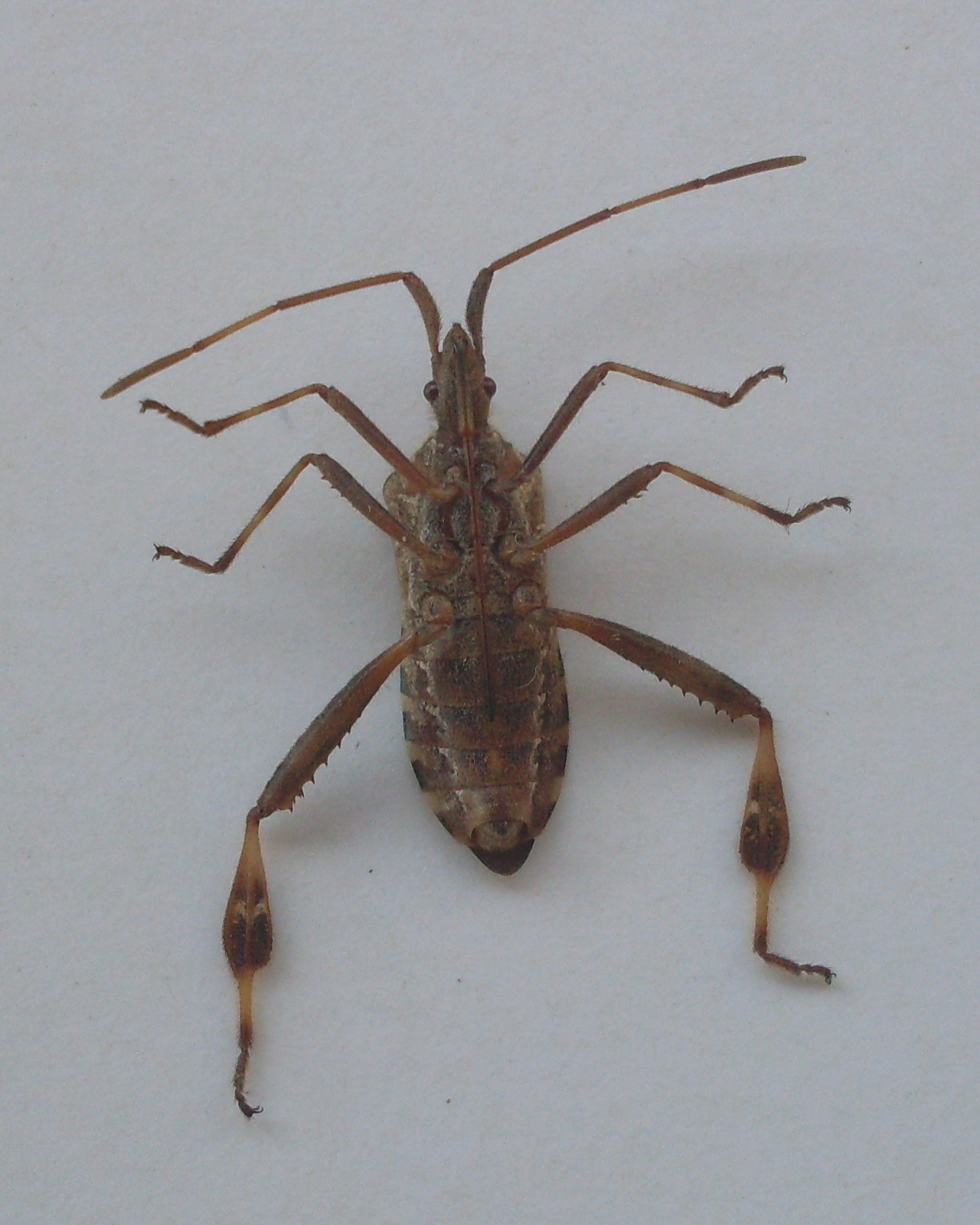
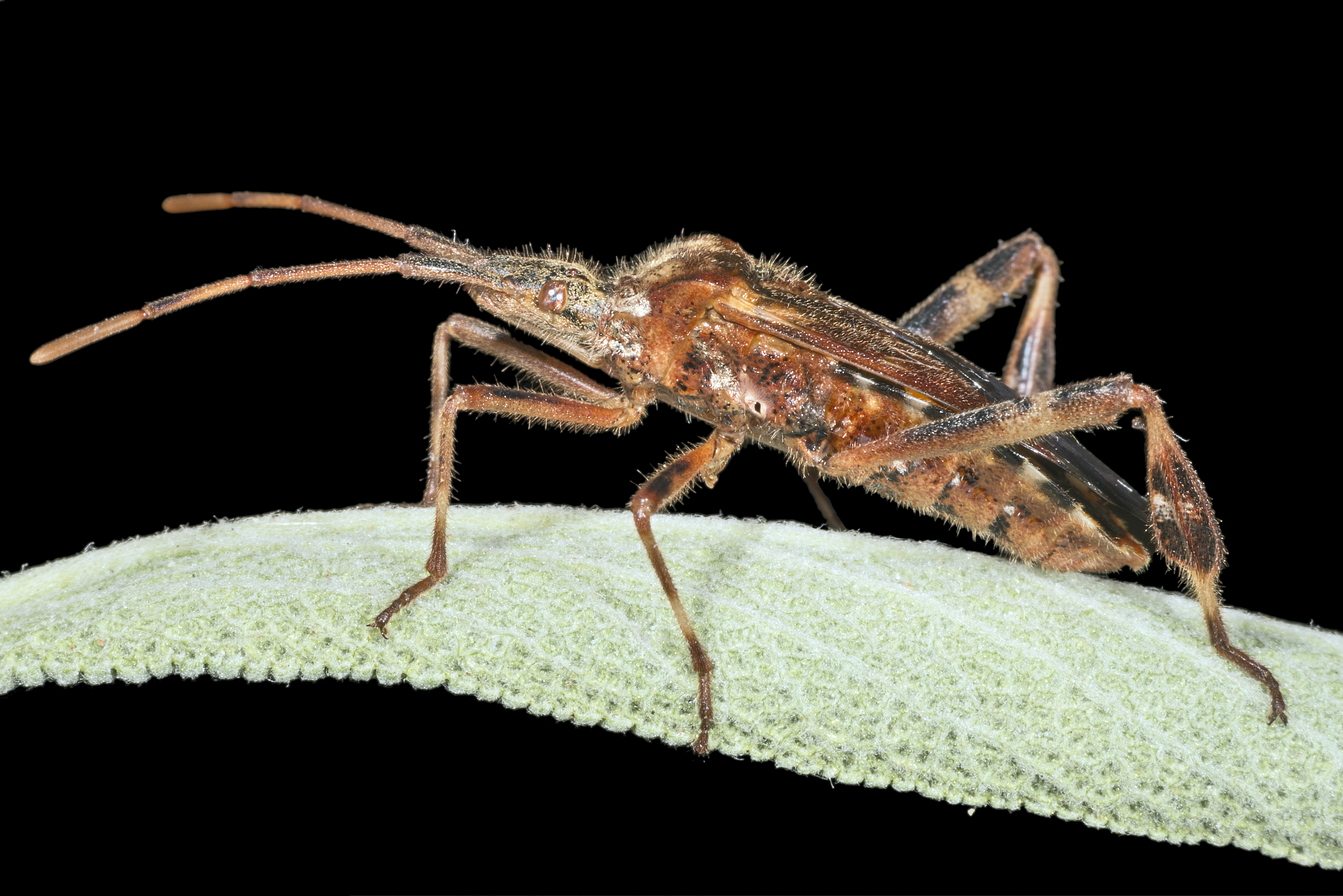
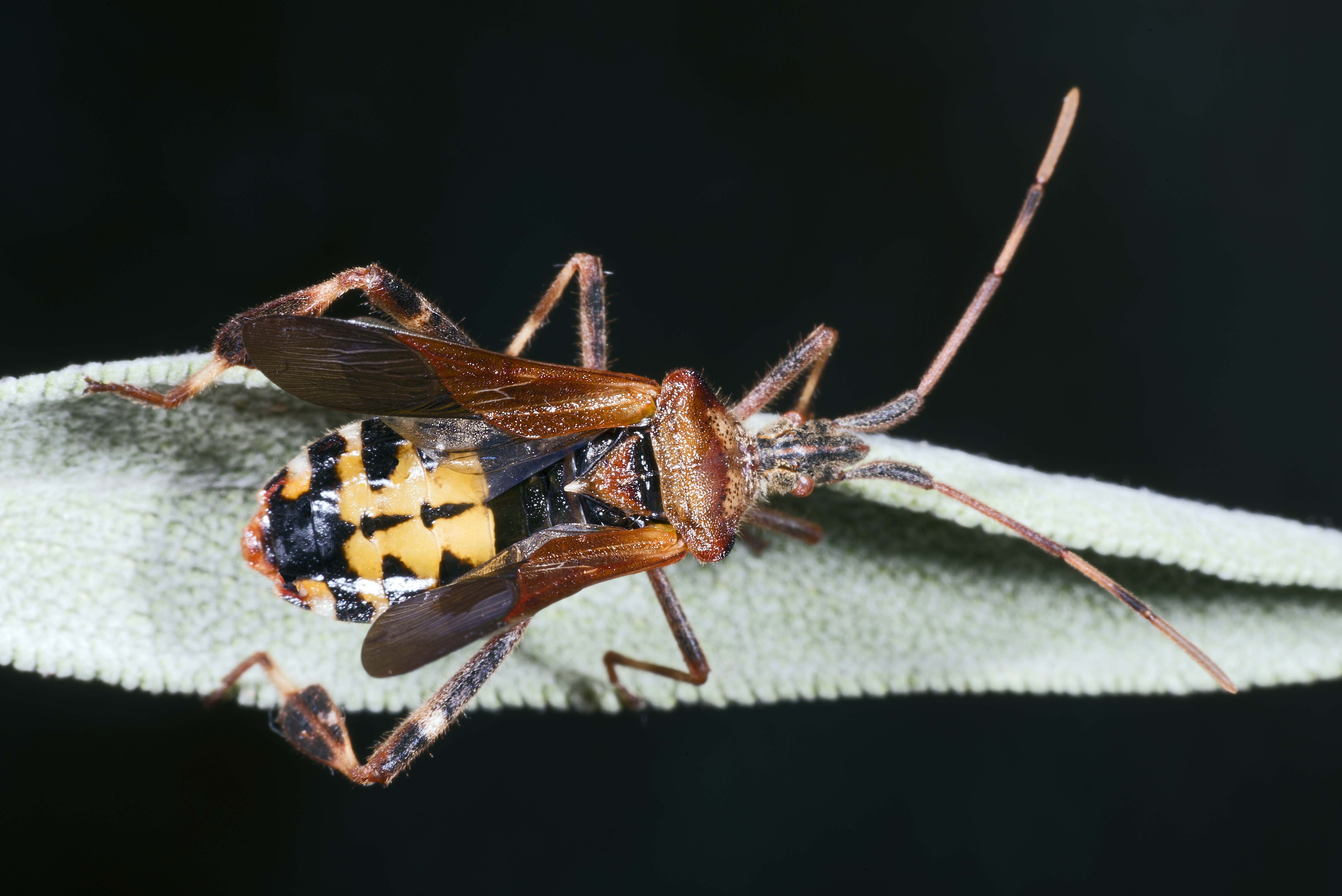
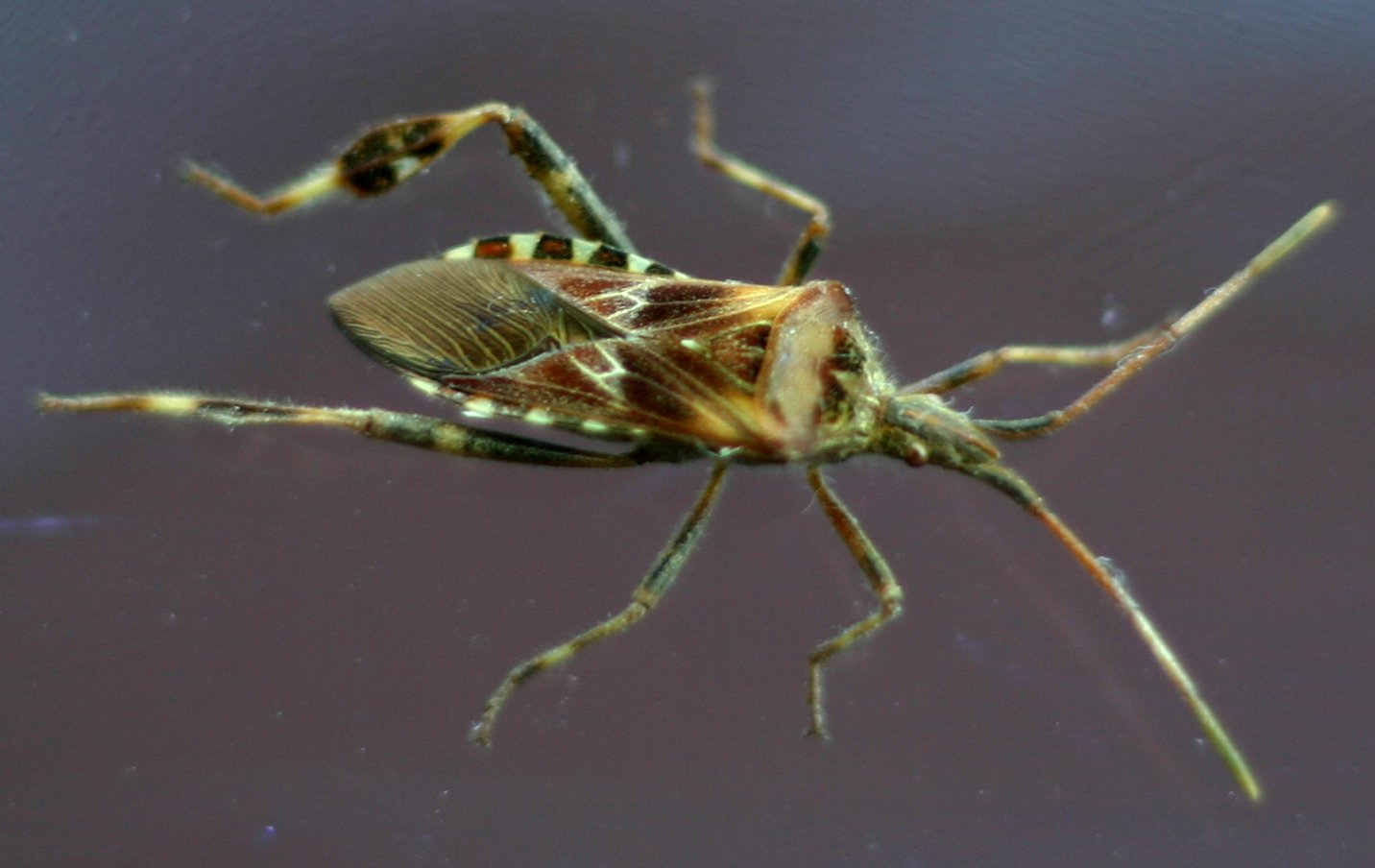
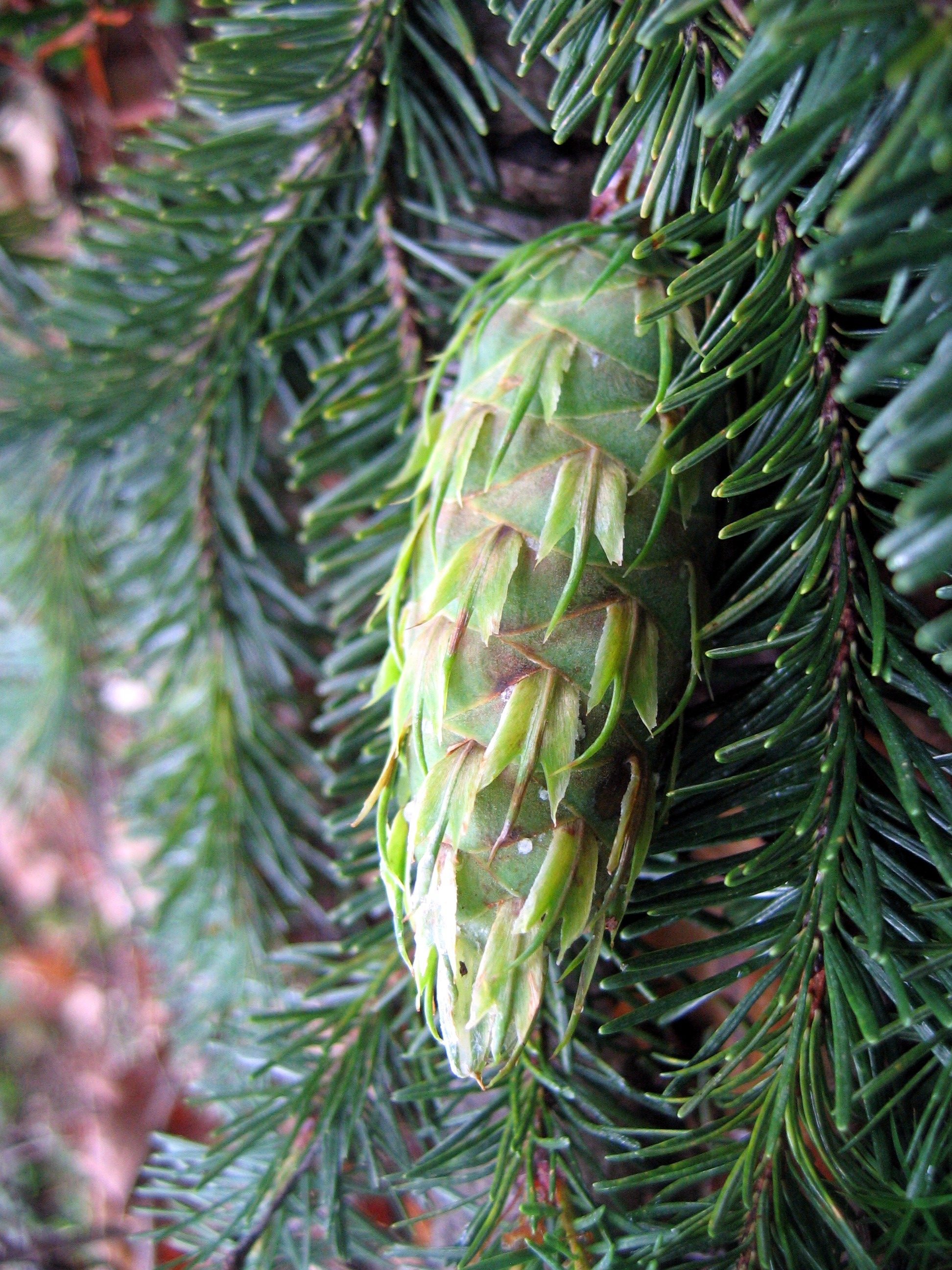
Douglasgran, en av artens naturliga värdväxter